# Francisco Vallés

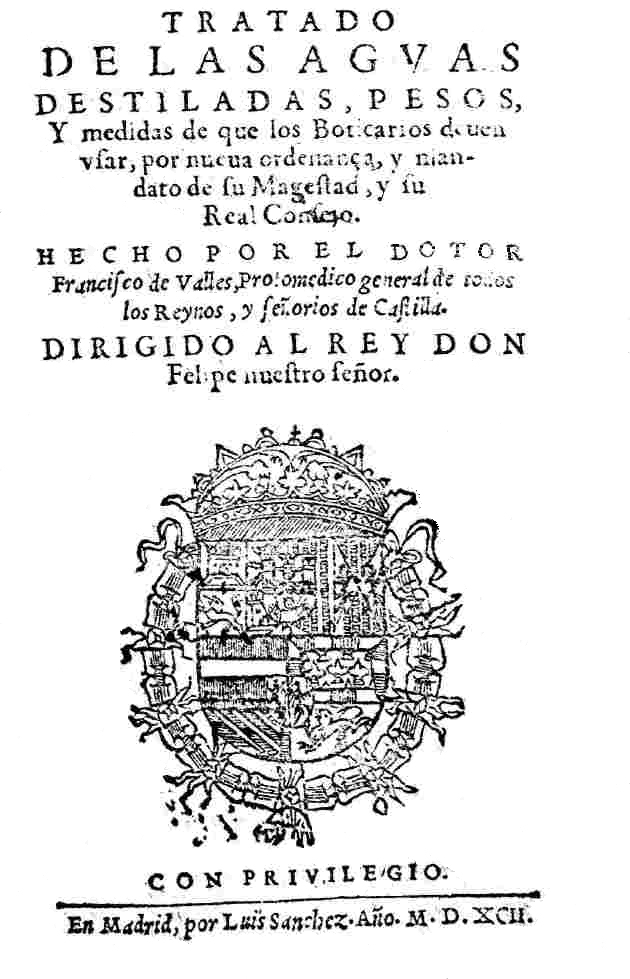
Tratado de las aguas destiladas, pesos, y medidas de que los boticarios deuen usar (1592).

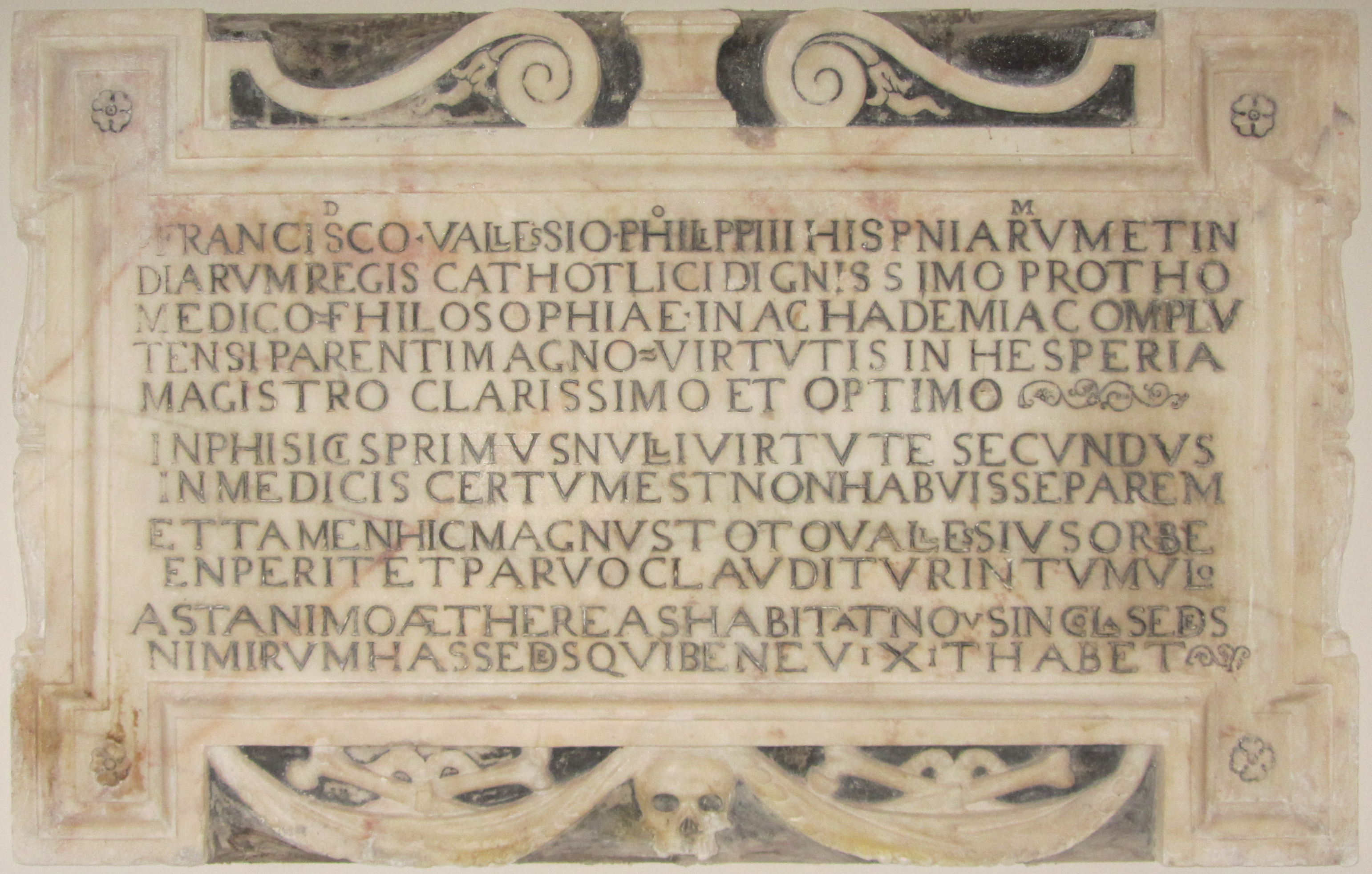
Tomba di Vallés ad Alcalá de Henares.

Francisco Vallés, conosciuto anche come Divino Vallés (Covarrubias, 4 ottobre 1524 – Burgos, 20 settembre 1592), è stato un medico e scrittore spagnolo, il miglior medico del rinascimento in Spagna.

## Biografia
Nacque a Covarrubias e studiò in diverse città europee, dove conobbe Andrea Vesalio, medico personale di re Filippo II di Spagna.
Trascorse la maggior parte della sua vita ad Alcalá de Henares (Madrid), dove insegnò medicina, in particolare anatomia.
Oltre alla medicina, Vallés fu un grande umanista e scrittore. I suoi ultimi anni furono trascorsi presso il Monastero dell'Escorial, dove creò un farmaco per le piante naturali. Morì a Burgos ed è sepolto nella cappella del Colegio Mayor de San Ildefonso a Alcalá de Henares. È stato commemorato dai noti botanici spagnoli, Ruiz e Pavón, dandogli il suo a un arbusto sudamericano il suo nome nel 1794.

## Opere
- Controversiarium medicarum et philosophicarum. ( 1556.) ( 2ª ed. 1564.) ( 3ª ed. 1583.).
- Commentaria in quartum librum metheoron Aristotelis. (1558).
- Claudii Gal.Pergameni De Locis Patientibus Libri Sex. (1559).
- In Aphorismos, & libellum de alimento Hippocratis, comentaria. (1561).
- Octo librorum Aristotelis de physica doctrina versio recens & commentaria. (1562).
- Francisci Vallesii ... Controuersiarum naturalium ad tyrones pars prima, continens eas quae spectant ad octo libros Arist. De physica doctrina, su books.google.it, (1563).
- Comentarii de vrinis, pulsibus & febribus. (1565) ( 1569.).
- Commentaria in Prognosticorum Hippocratis. (1567).
- Galeni ars medicinalis commentariis. (1567).
- Comentaria in libros Galeni de differentia febrium. (1569).
- Commentaria in libros Hippocratis de Ratione victus in morbis acutis. (1569) ( 1590.).
- In libros Hippocratis de morbis popularibus, commetaria. (1577).
- De sacra philosophia.. (1587).[1][2]
- Methodus medendi. (1588).
- De vrinis, pulsibus, ac febribus compendiariae tractationes. (1588).
- In aphorismos Hippocratis commentarij VII, su books.google.it, (1589).
- Tratado de las aguas destiladas, pesos, y medidas de que los boticarios deuen usar.. (1592).
- De iis, quae scripta sunt physice in libris sacris siue de sacra philosophia.. (1595).
- Sermon predicado en la solemnisima fiesta del Santissimo Sacramento, que se hizo en el Real Convento de San Pablo de Sevilla (archiviato dall'url originale il 2 gennaio 2013). (1620).